# Chang Kai-chen
Este es un nombre chino; el apellido es Chang.
Chang Kai-chen (en chino tradicional, 張凱貞; en chino simplificado, 张凯贞; pinyin, Zhāng Kǎizhēn; 13 de enero de 1991) es una jugadora profesional de tenis taiwanesa. Su ranking más alto ha sido el número 82, alcanzado el 5 de julio de 2010. Su ranking más alto en dobles es el n.º 65, logrado el 11 de febrero de 2013.
Chang nació en Taiwán y es una jugadora diestra. Clasificó para el Abierto de Estados Unidos 2009. En la primera ronda venció a la estonia Kaia Kanepi 6-0, 2-6, 6-2 en su partido de primera ronda. En el Torneo de Tokio 2009, Chang derrotó en segunda a la entonces n.º 1 del mundo Dinara Sáfina por 7-6, 4-6, 7-5.

## Títulos WTA (4; 0+4)

### Individuales (0)
| Leyenda: Antes de 2009 | Leyenda: A partir de 2009 |
| ---------------------- | ------------------------- |
| Grand Slam (0)         |                           |
| Juegos Olímpicos (0)   |                           |
| WTA Championships (0)  |                           |
| Tier I (0)             | Premier Mandatory (0)     |
| Tier II (0)            | Premier 5 (0)             |
| Tier III (0)           | Premier (0)               |
| Tier IV & V (0)        | International (0)         |

#### Finalista en individuales (1)
| N.º | Fecha                 | Torneo | Superficie | Oponente en la final | Resultado        |
| --- | --------------------- | ------ | ---------- | -------------------- | ---------------- |
| 1.  | 14 de octubre de 2012 | Osaka  | Dura       | Heather Watson       | 5-7, 7-5, 6-7(4) |

### Dobles (4)
| Leyenda: Antes de 2009 | Leyenda: A partir de 2009 |
| ---------------------- | ------------------------- |
| Grand Slam (0)         |                           |
| Juegos Olímpicos (0)   |                           |
| WTA Championships (0)  |                           |
| Tier I (0)             | Premier Mandatory (0)     |
| Tier II (0)            | Premier 5 (0)             |
| Tier III (0)           | Premier (0)               |
| Tier IV & V (0)        | International (4)         |

| No. | Fecha                 | Torneo       | Superficie | Compañera        | Oponentes en la final            | Resultado               |
| 1.  | 17 de octubre de 2012 | Osaka        | Dura       | Lilia Osterloh   | Shuko Aoyama Rika Fujiwara       | 6-0, 6-3                |
| 2.  | 4 de marzo de 2012    | Kuala Lumpur | Dura       | Chia-Jung Chuang | Hao-Ching Chan Rika Fujiwara     | 7-5, 6-4                |
| 3.  | 3 de agosto de 2012   | Washington   | Dura       | Shuko Aoyama     | Irina Falconi Chanelle Scheepers | 7-5, 6-2                |
| 4.  | 3 de marzo de 2013    | Kuala Lumpur | Dura       | Shuko Aoyama     | Janette Husárová Shuai Zhang     | 6-7(4), 7-6(4), [12-10] |

## Títulos WTA 125s
| Leyenda  | Individuales | Dobles |
| -------- | ------------ | ------ |
| WTA 125s | 0            | 1      |

### Individual (0)

#### Finalista (1)
| N.º | Fecha                   | Torneo | Superficie | Oponentes       | Resultado |
| --- | ----------------------- | ------ | ---------- | --------------- | --------- |
| 1.  | 20 de noviembre de 2016 | Taipéi | Carpet (i) | Evgeniya Rodina | 4-6, 3-6  |

### Dobles (1)
| N.º | Fecha               | Torneos  | Superficie | Pareja       | Oponentes                | Resultado        |
| --- | ------------------- | -------- | ---------- | ------------ | ------------------------ | ---------------- |
| 1.  | 2 de agosto de 2015 | Nanchang | Dura       | Zheng Saisai | Chan Chin-wei Wang Yafan | 6-3, 4-6, [10-3] |

#### Finalista (1)
| N.º | Fecha                   | Torneos | Superficie | Pareja           | Oponentes                              | Resultado        |
| --- | ----------------------- | ------- | ---------- | ---------------- | -------------------------------------- | ---------------- |
| 1.  | 20 de noviembre de 2016 | Taipéi  | Carpet (i) | Chuang Chia-jung | Natela Dzalamidze Veronika Kudermetova | 6-4, 4-6, [5-10] |